# Græslifundet
Græslifundet (norsk Græslifunnet eller Græsliskatten) er et depotfund, der blev gjort i 1878  i Græsli i Tydal kommune i Trøndelag. Fundet blev gravet frem af kartoffelbonden Arnt Kristoffersen på Utstuggu eller Jo-Nils-gården, og det består af 2.253 sølvmønter, nogle sølvstykker og og en fuglefigur i forgyldt sølv. På fundtidspunktet var Græsliskatten det største møntfund fra middelalderen i Norge. Der er rejst en mindesten på fundstedet.
Mønterne er primært fra Norge (2201 stk.) og stammer hovedsageligt fra Olav Kyrres regeringstid (1067-1093). Der var dog også otte mønter slået under Harald Hårderåde (regerede 1046–1066). Desuden var der 38 tyske mønter, 2 danske og 2 imitationer af angelskaksiske mønter samt to mønter, hvis ophav ikke kunne fastslås. De yngste mønter i fundet stammer fra 1070'erne, og det er sandsynligt, at skatten blev nedgravet i 1080'erne. Fundet indeholder så mange forskellige mønter, at intet andet møntfund fra denne tid, har indeholdt mønttyper som ikke har været set i Græslifundet, og dette ene fund udgør også størstedelen af de mønter, som i dag er bevaret. Fuglefiguren er udført i Ringerikestil. Lignende figurer kendes i hele Skandinavien, og fuglen er dateret til omkring 1085.
Myntkabinettet ved Oldsakssamlinga i Oslo overtog alle mønterne fra fundet, og finderen og grundejeren modtog findeløn. En del af mønterne endte på private hænder, mens størstedelen fortsat er i Myntkabinettets samling. Enkelte mønter blev byttet med mønter fra andre landes samlinger, som manglede i Myntkabinettens samling. Nogle få mønter er udstillet på  Tydal museum.

## Galleri
- Mønter
- Et stykke af et smykke
- Et stykke af et smykke, muligvis et armbånd
- Dekorerede sølvstykker